# Об'єкт мого захоплення
«Об'єкт мого захоплення» (англ. The Object of My Affection) — американський романтичний фільм 1998 року режисера Ніколаса Гайтнера на основі новели Стівена Макколі «Об'єкт мого захоплення».

## Сюжет
Вчитель молодших класів Джордж Генсон, що є геєм, розлучається зі своїм хлопцем і переїжджає до соціальної працівниці Ніни Боровськи, з якою стає субарендатором житла. Ніна вагітна від свого друга Вінса Макбрайта, порядної, але занудної людини, і не хоче ні виходити за нього заміж, ні жити з ним разом, щоб виховувати з ним майбутню дитину. З часом Ніна закохується у свого сусіда по квартирі, сподіваючись, що він зможе жити з нею і мати сексуальні відносини. Та Генсона тягне до чоловіків. Ніна і Джордж залишаються друзями, що разом виховують доньку Ніни Моллі.

## В ролях
| Актор             | Роль                |
| ----------------- | ------------------- |
| Дженніфер Еністон | Ніна Боровськи      |
| Пол Радд          | Джордж Генсон       |
| Джон Панков       | Вінс Макбрайт       |
| Еллісон Дженні    | Констанс Міллер     |
| Алан Алда         | Сидні Міллер        |
| Тім Дейлі         | доктор Роберт Джолі |
| Джоан Коупленд    | Конні               |
| Стів Зан          | Френк Генсон        |
| Найджел Готорн    | Родні Фрейзер       |
| Гебріел Махт      | Стів Касільо        |
| Сара Гайленд      | Моллі               |